# منتخب سريلانكا لكرة السلة للسيدات
منتخب سريلانكا لكرة السلة للسيدات هو ممثل سريلانكا الرسمي في المنافسات الدولية في كرة السلة للسيدات
.